# Ried, Stockenboi
Ried je naselje v Občini Stockenboi v Okraju Beljak-dežela na Koroškem v Avstriji.